# Institut de recherche sur le droit et la loi d'Iran
L'Institut de recherche sur le Droit et la Loi d'Iran (Persan: پژوهشکده حقوق و قانون ایران), déjà connu sous le nom de Centre de recherche Allameh Legal Encyclopedias (Persan: مرکز پژوهشی دانشنامه‌های حقوقی علامه), est un centre de recherche scientifique dans le domaine du droit et des sciences connexes, qui fonctionne de manière indépendante et avec l'autorisation du ministère de la Science, de la Recherche et de la Technologie d'Iran en 4 groupes de recherche:
- Encyclopédie juridique
- Théorisation et de modernisation du Droit
- Études de l'impact social des lois
- Études de Droit composé
Cet institut de recherche a été la première organisation scientifique active dans le domaine du Droit à avoir réussi à obtenir le titre de Société de la connaissance du vice-président pour la science et technologie d'Iran.
La première et la plus grande infrastructure de recherche en Droit iranien, la plus grande recherche juridique d'Iran, réforme de la loi iranienne sur l'état civil, évaluation et analyse des avant-projets de loi, des ordonnances et des règlements juridiques et la codification d'encyclopédies juridiques pour plus de 60 disciplines juridiques, font partie des réalisations de cet institut de recherche.

## Histoire
L'Institut de recherche sur le droit et la loi d'Iran a été créé en 2010 par un groupe de personnes ayant une formation dans les activités judiciaires et de gestion au sein du sous-ministre de l'éducation et de la recherche sur le système judiciaire d'Iran. Son objectif était de collecter et de gérer des connaissances sur les articles juridiques. En 2015,  le Conseil de développement du ministère des Sciences d'Iran a accordé  un agrément préliminaire, et en 2019 un agrément final pour en faire un «Centre de recherche Allameh Legal Encyclopedias» . En 2020, après la création et la stabilisation de l'institut, une période de développement est commencée; le centre a pu obtenir l'approbation du ministère des Sciences d'Iran pour passer du "Centre de Recherche" à "Institut de Recherche". Ces changements ont été enregistrés en janvier 2021 et publiés dans le journal officiel de l'Iran,.
Avant d'être promu à l'Institut de Recherche, les activités étaient concentrées dans trois groupes de recherche: «Études juridiques», «Études criminelles» et «Études jurisprudentielles». Mais à cette étape, le ministère de Science a accepté d'augmenter le nombre et de changer les groupes de recherche de l'institut.
L'Institut iranien de Droit et de Loi, en présentant les archives des recherches menées en 2020, a réussi à obtenir le titre de "société de la connaissance du vice-président pour la science et la technologie d'Iran" en tant que premier centre scientifique actif dans le domaine de loi.

## Les objectifs
Le centre a défini ses objectifs sous deux rubriques: «objectifs macro» et «objectifs mineurs». Le développement, l'expansion et le travail préparatoire pour la promotion des activités de recherche juridique figurent parmi les principaux objectifs de cet institut de recherche. L'étude et la recherche des bases des ouvrages et contenus juridiques et jurisprudentiels, la correspondance entre la doctrine juridique, la jurisprudence et les lois, la compilation et la publication d'encyclopédies dans différentes branches du droit font également partie des objectifs partiels de cet institut de recherche.

## Structure et organisation
L'Institut de recherche sur le droit et la loi d'Iran est géré par un conseil d'administration sous la supervision du directeur de l'institut de recherche. 
L'organigramme de l'institut comprend le Conseil de la recherche, le vice-président de la recherche, le vice-président du soutien et de la technologie, l'inspecteur, la commission consultative et la relation publique. Cet Institut de recherche a un certain nombre de groupes scientifiques, dont chacun se compose d'un directeurdue groupe, des membres du corps professoral et des chercheurs.
L'article 7 du statuts de l'Institut de recherche sur le Droit et la Loi d'Iran traite des devoirs et des pouvoirs de cet institut de recherche. En conséquence, l'évaluation des besoins, la conception et la mise en œuvre de la recherche juridique a trois niveaux:
- fondamental
- appliquée
- développement
De même, la coopération en matière de recherche avec des universités nationales et étrangères font partie des tâches et des pouvoirs de cet Institut. En outre, l'institut de recherche peut fournir des services de conseil basés sur les résultats de la recherche et d'études menées. La production de contenus éducatifs et de recherche (y compris des livres, des revues, etc.) et la tenue de conférences scientifiques et de cours et ateliers éducatif de courte durée sont également définis sous l'autorité de cet institut de recherche.

### Les groupes de recherche
Les groupes de recherche de cet Institut sont:
- La compilation d'encyclopédie juridique
- La théorisation et modernisation juridique
- Les études de l’impact social des lois
- Les études de droit supplémentaires

### Les revues de recherche connexes
Ce centre de recherche a conçu et publié diverses publications dans le but de produire et de diffuser des informations spécialisées dans différentes branches du Droit. On peut citer comme exemple, le journal "Donyaye Hoghoogh", qui a été le premier journal de recherche et d'information juridique en Iran. Le premier numéro de ce journal a été publié le 22 août 2014. Le journal "Donyaye Hoghoogh  (Persian: روزنامه دنیای حقوق (fa))" a été publié en 12 pages et a même atteint  quelquefois 16 pages. Les rubriques  du journal comporte: Actualité juridique, Actualité des lois, le Droit et la Société, Droits supplémentaires.
Le journal trimestriel des encyclopédies juridiques, précédemment publié comme le journal trimestriel des sciences juridiques, a été autorisé par le secrétariat du conseil de surveillance de la presse en septembre 2016. L'amélioration de la qualité de la recherche juridique dans le pays, l'élargissement des frontières des connaissances juridiques et l'élargissement de l'aspect pratique de la recherche juridique est l'un des objectifs de ce trimestriel. Le champ d'activité de ce trimestriel porte sur une quinzaine de disciplines et tendances juridiques telles que le droit civil, le droit de la responsabilité civile, le droit de la propriété intellectuelle, etc.
Par ailleurs, le courrier bihebdomadaire d'informations juridiques est l'une des publications de cet institut de recherche qui a obtenu en septembre 2011 une licence d'édition du Conseil de surveillance de la presse.

## Les activités
L'Institut de recherche sur le droit et la loi d’Iran a connu jusqu’à présent de nombreuses activités et réalisations. Par exemple, 15 volumes de documentaires jurisprudentiels de droit civil, compilant des listes de termes juridiques de 106.288 mots spécialisés, traduisant une collection de 5 volumes de livres de "Tahrir-al-majalle" et la bibliographie et diverses sources. Jusqu'à présent, le centre a mené des recherches axées sur la demande pour le système judiciaire iranien,, le ministère iranien de la Justice, l'Organisation iranienne de l'état civil, la National Iranian Oil Company et d'autres.
Certaines activités de recherche scientifique parmi les plus importantes de cet institut de recherche sont:

### Gestion des connaissances juridiques

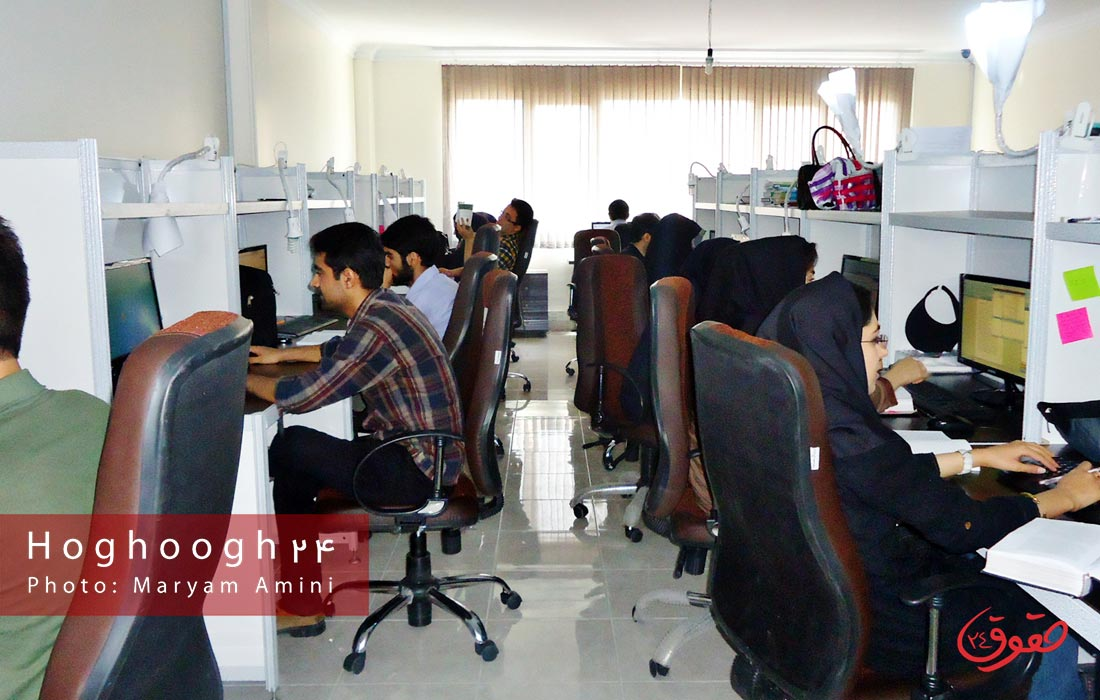
Des chercheurs de l'institut de recherche sur le droit et la loi d'Iran sont en train de prendre de note numériquement

Le projet de gestion des connaissances sur les documents juridiques est l'une des activités de cet institut de recherche. Dans ce projet, qui a été formé avec la coopération d'environ 200 chercheurs, y compris des juges, des avocats, des professeurs d'université, des diplômés et des étudiants en Droit, les connaissances sur les documents juridique ont été identifiées, collectées et organisées. Actuellement, en moyenne, plus de 119 reçus de recherche pour chacun des 10.000 documents juridiques faisant l'objet de la recherche et au total, 2 millions de recettes ont été préparés. La poursuite de cette recherche utilisant la technologie de l'intelligence artificielle est à l'ordre du jour de cet institut de recherche. Le processus de prise de notes dans cet institut de recherche se fait au moyen d'un logiciel propriétaire et par conséquent, ces prises de notes se font numériquement.

### Réforme de la loi iranienne sur l'état civil
Le projet de loi réformant les articles de la loi sur l'état civil a été rédigé à la demande de l'Organisation iranienne de l'état civil,. La rédaction de ce projet de loi a été faite après avoir traversé de longues étapes et avec une méthodologie de recherche. Dans 62 articles, 37 notes et 78 ont été préparés et il est actuellement entre les mains de la Commission des projets de loi du Cabinet de l'Iran.

### Classification des encyclopédies juridiques

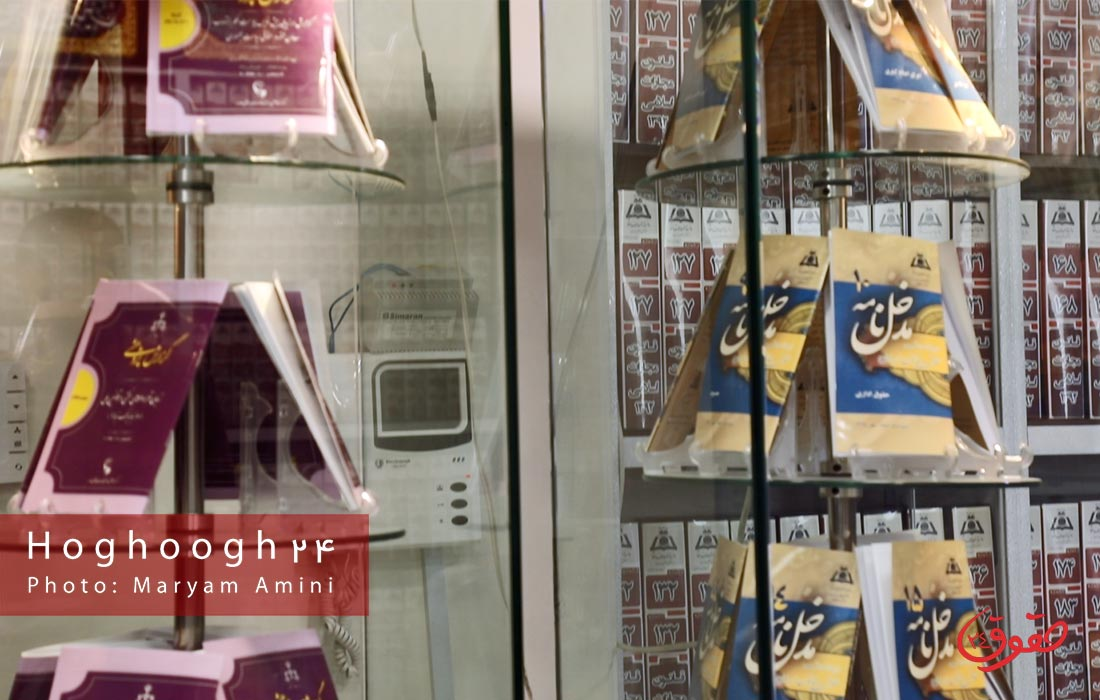
Les entrées préparées par l'institut de recherche sur le droit et la loi d'Iran

La compilation d'encyclopédies juridiques pour 66 titres juridiques spécialisés est une autre activité de cet institut de recherche.Ainsi, des études de faisabilité et Évaluation des besoins ont d'abord été menées, puis les recherches ont commencé avec l'hypothèse que "toute discipline qui compte plus de 250 termes spécialisés et qui a une histoire de définition dans des ouvrages spécialisés devra développer une encyclopédie spécialisée en tant que discipline juridique indépendante". Le résultat de cette recherche a été l'identification de plus de 110 000 entrées dans divers domaines du Droit, ce qui a finalement conduit à la compilation de 63 volumes en tant qu'entrées dans chacun des domaines juridiques,. Un autre résultat de cette recherche a été l'émergence de droits supplémentaires tels que Droit de l'eau, Droit d'électricité, Droit de l'énergie propre, Droit du patrimoine culturel, Droit du tourisme, Droit de transports, Droit routier, Droit de l'histoire des fichiers nationaux, Droit d'alimentation et Droit de l'agriculture. Cette normalisation et le développement de l'encyclopédie juridique ont été effectués pour la première fois par l'institut de recherche sur le droit et la loi d'Iran. Les disciplines de l'encyclopédie juridique qui ont fait l'objet de recherches sont 66 titres spécialisés du Droit. Le Droit nucléaire, le Droit des médias et le Droit des journalistes, les affaires nationales, les contrats nommés, le Droit Civil et le Droit Pénal font partie de ces disciplines.

### L'infrastructure de recherche en Droit iranien
"L'établissement des connexions individuelle" entre "sources du Droit iranien" est une recherche qui a été effectuée pendant les années 2011 à 2016 par des centaines de chercheurs de différentes branches du Droit dans cet institut de recherche. En d'autres termes, cet institut de recherche a déterminé les lois mères dans le Droit iranien comme sujet et champ de recherche et a rassemblé une collection de livres, d'articles et de dissertations du siècle dernier en tant que doctrine juridique et jurisprudence. Le résultat de cette recherche est de créer la plus grande infrastructure de recherche en Droit iranien basée sur l'analyse du contenu des sources du Droit iranien (Droit, jurisprudence et doctrine juridique). Cette recherche est constamment mise à jour.

### L'évaluation les projets de loi
Cet institut de recherche a été chargé d'évaluer et d'analyser à plusieurs reprises les avant-projets de loi, les ordonnances et les règlements juridiques. Par exemple, on peut se référer au rapport de recherche évaluant l'avant-projet de règlement d'exécution de la loi réformant la loi anti-blanchiment en termes de la compatibilité interne et du respect des principes juridiques, au rapport de recherche évaluant et analysant l'avant-projet de lignes directrices pour le contrôle et la poursuite des droits publics et le rapport de recherche évaluant l'avant-projet de loi sur la gestion des conflits d'intérêts dans les services publics,,,.

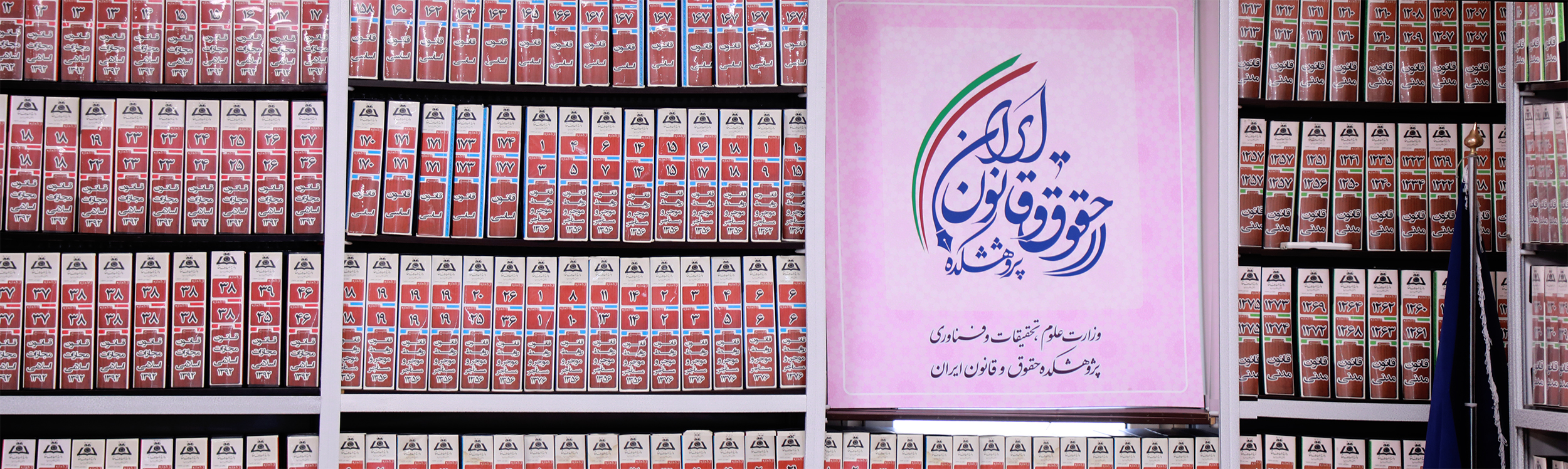
Une vue des Classeurs dédiées aux feuillets d'articles juridique à l'Institut de recherche sur le droit et la loi d'Iran.

### Les conférences nationales

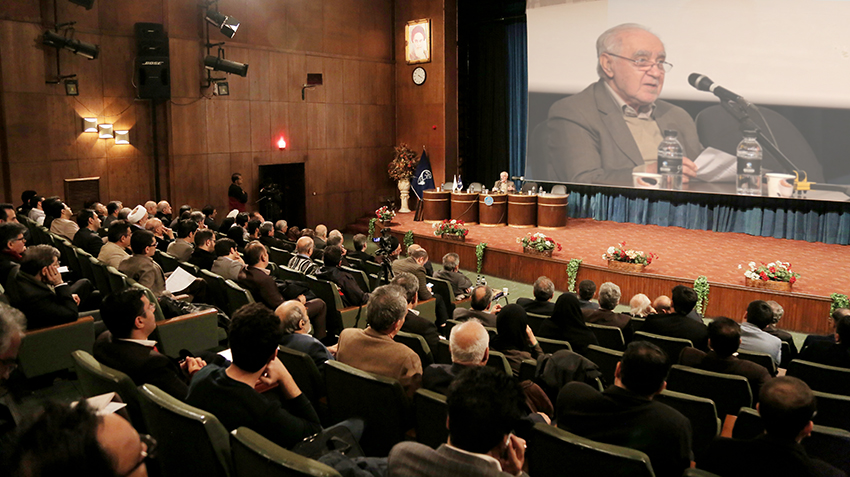
L'image d'une des conférences nationales organisées par cet institut de recherche à l'Université de Téhéran.

Jusqu'à présent, plusieurs conférences nationales en Iran ont été organisées par l'Institut iranien de recherche sur le droit et la loi avec la participation d'universités et d'associations de sciences juridiques,,,.